# Johann Gustav Stinnes
Johann Gustav Stinnes (* 29. August 1826 in Mülheim an der Ruhr; † 25. Februar 1878 ebenda) war ein deutscher Kaufmann und Schiffseigner.

## Leben und Wirken
Johann Gustav Stinnes wuchs als zweiter Sohn des Kaufmanns Mathias Stinnes (1790–1845) und dessen Frau Anna Springmann (1789–1831) in Mülheim an der Ruhr auf. Nach dem Tod des Vaters 1845 übernahm zunächst sein älterer Bruder Georg Mathias die Leitung des 1808 gegründeten Familienunternehmens. Mit dessen Tod 1853 ging die Geschäftsführung der Firma Math. Stinnes auf ihn über. Johann Gustavs Zeit an der Spitze des Unternehmens war geprägt von klimabedingten Schwierigkeiten. Ungewöhnlich lange Trockenperioden 1857/58 und 1862 erschwerten den Schiffsverkehr auf Rhein und Ruhr und brachten ihn fast zum Erliegen. Stinnes meisterte diese schweren Jahre und baute seine Flotte nach der Normalisierung der Pegelstände durch die Anschaffung von modernen Raddampfern sogar noch weiter aus. Insgesamt 25 Jahre lang leitete er die Geschicke des Familienunternehmens. Seine Verdienste würdigte die Unternehmerschaft in Mülheim an der Ruhr, indem sie ihn 1873 zum Präsidenten der Mülheimer Handelskammer wählte. Er starb 1878 im Alter von 51 Jahren an einem Blutsturz. Nach seinem Tod übernahm sein Bruder Hermann Hugo, der jüngste Sohn des Firmengründers Mathias Stinnes, die Leitung der Firma.

## Ehe und Kinder
Am 12. Juli 1855 heiratete er Auguste Perez (1828–1902), die Tochter eines Mülheimer Arztes.  Aus der Verbindung gingen insgesamt sechs Kinder hervor:
- Mathias Franz (1856–1907)
- Fanny (1857–1883)
- Gustav (1863–1923)
- Leo (1863–1933)

Auguste (* 1859) und Hermann (* 1860) starben bereits im Kindesalter.